# Club Jorge Newbery (Junín)
Club Jorge Newbery – argentyński klub piłkarski z siedzibą w mieście Junín, leżącym w prowincji Buenos Aires.

## Osiągnięcia
- Udział w mistrzostwach Argentyny Nacional (2): 1974, 1975
- Mistrz prowincjonalnej ligi Liga Deportiva del Oeste (18): 1918, 1922, 1923, 1924, 1926, 1969, 1972, 1973, 1974, 1975, 1976, 1977, 1978, 1979, 1997 Clausura, 1998 Apertura, 2001 Apertura, 2004 Clausura

## Historia
Klub założony został 13 stycznia 1913 roku i gra obecnie w piątej lidze argentyńskiej Torneo Argentino C.

### Piłkarze w historii klubu
- Bernabé Ferreyra